# Ein starkes Team: Prager Frühling
Prager Frühling ist ein deutscher Fernsehfilm von Walter Weber aus dem Jahr 2013. Es handelt sich um die 54. Folge der Krimiserie Ein starkes Team mit Maja Maranow und Florian Martens in den Hauptrollen.

## Handlung
Kriminalhauptkommissarin Verena Berthold und Kollege Otto Garber ermitteln im Mordfall an dem Fernfahrer Patrick Scholz, der auf einem Waldparkplatz unweit von Berlin erschossen worden ist. Bei ihren Ermittlungen stoßen Verena und Otto auf einen Unfall, den das Opfer verschuldet hatte und bei dem zwei Jungen zu Tode gekommen waren. Für die Witwe des Opfers ist Dirk Antévic, der Vater der verunglückten Jungen, verdächtig. Denkbar ist aber auch, dass der ehemalige Chef des Opfers der Täter war, denn es gibt Anzeichen einer Erpressung. Seit dem Unfall war Scholz Hartz-IV-Empfänger und privat verschuldet. Nach weiterer Prüfung stellt sich allerdings heraus, dass Scholz sich Geld geliehen hatte, um die Kosten für die MPU bestreiten zu können.
Eine neue Spur tut sich auf, als der Internet-Händler Klaus Nax erschossen aufgefunden wird und nachweislich dieselbe Waffe benutzt worden ist wie bei Patrick Scholz. Auffallend ist, dass er auch in der gleichen Wohnsiedlung gelebt hat. Nach Auswertung des Navigationsgerätes ergeben sich Hinweise zu einer tschechischen Firma namens Prager Frühling, die EU-Führerscheine ausstellt. Dort wollte sich Scholz einen neuen Führerschein ausstellen lassen, damit er wieder arbeiten kann. Nach eingehender Prüfung finden die Ermittler heraus, dass Klaus Nax den Vertrieb der Führerscheine im Berliner Raum übernommen hatte und dabei an einen Betrüger geraten war. So hatte er von den Kunden das Geld entgegengenommen, konnte dann aber die Ware nicht liefern, woraufhin es zum tödlichen Streit zwischen Nax und Scholz kam.
Bei der Befragung von Marion Nax stellt sich heraus, dass ihr Mann sich selbst erschossen hatte, weil er den geprellten Kunden ihr Geld hätte zurückzahlen sollen. Da er aber bereits seine finanziellen Reserven aufgebraucht hatte, war das nicht möglich. Seine Frau schoss dann nachträglich zweimal auf ihren toten Mann, um es der Lebensversicherung wegen nicht als Selbsttötung aussehen zu lassen.

## Hintergrund
Prager Frühling wurde in Berlin gedreht und am 27. Februar 2013 zur Hauptsendezeit im ZDFneo erstausgestrahlt. 
Sputnik, dessen Rolle als Geschäftsmann in der Serie als ein Running Gag angelegt ist, eröffnet in dieser Folge eine Kettcar-Bahn.

## Rezeption

### Einschaltquoten
Die Erstausstrahlung von Prager Frühling am 27. Februar 2013 im ZDF verfolgten 6,21 Millionen Zuschauer, dies entsprach Marktanteilen von 20,2 Prozent.

### Kritiken
Thomas Gehringer schrieb bei Tittelbach.tv: „Der eigentliche und etwas umständlich konstruierte Fall entwickelt nicht gerade atemlose Spannung, bietet aber ein starkes, überraschendes Ende. Die Qualität des Films liegt vor allem in der unaufgeregten Darstellung der sozialen Verhältnisse, es ist ein Lehrstück ohne aufdringliche moralische Ansprachen. Die Angst vor Arbeitslosigkeit und finanziellem Absturz ist nachvollziehbar“ und verständlich.
Die Kritiker der Fernsehzeitschrift TV Spielfilm vergeben nur eine mittlere Wertung (Daumen gerade) und meinen: „Gut besetzt, aber am Ende unübersichtlich.“
Renatus Töpke bei Quotenmeter.de war der Meinung: „Was an ‚Ein starkes Team - Prager Frühling‘ als erstes auffällt, sind die starken Bilder, mit denen Kameramann Volker Tittel (‚Ein Dorf sieht Mord‘) und sein Oberbeleuchter Dirk Steiner-Sennheiser auftrumpfen. Großartig geleuchtet, sehr kontrastig und schön aufgebaut, wähnt man sich in einem Kinofilm. Und dieses Merkmal zieht sich durch die ganze Episode der Ermittler-Serie. Hier ist jedes Bild durchdacht, nichts geschlampert oder willkürlich. Hochachtung vor solch erstklassiger Arbeit.“